# Serjania pernambucensis
Serjania pernambucensis är en kinesträdsväxtart som beskrevs av Ludwig Radlkofer. Serjania pernambucensis ingår i släktet Serjania och familjen kinesträdsväxter. Inga underarter finns listade i Catalogue of Life.